# Eschborn
Eschborn è un comune tedesco di 22 070 abitanti, situato nel land dell'Assia.

## Storia
Eschborn fu menzionato per la prima volta all'inizio del regno di Carlo Magno come re dei Franchi. La prima menzione scritta di Eschborn nella variante ortografica Aschenbrunne è stato l'atto di donazione al martire Nazario (Nazario e Celso) nel monastero benedettino di Lorsch – a circa 60 km di distanza:
770, 12. Giugno. 
In nome di Dio, io, Risolf e mio fratello Hadalmar, doniamo al santo martire Nazarius, nel momento in cui il venerabile abate Gunduland presiede il monastero, con la certezza che è valido per sempre, sostenuto da contratto, ad Aschenbrunne in il Niddagau un Hufe di acri (questo è una misura della zona)  e 44 servi e un vigneto. Fatto all’Abbazia di Lorsch il 12 giugno, il secondo anno di re Carlo.
Il nome Aschenbrunne significa qualcosa come fontana di frassino.

## Amministrazione

### Gemellaggi
Il comune di Eschborn è gemellato con:
- Montgeron, dal 1985
- Póvoa de Varzim, dal 2010
- Żabbar, dal 2010
- Viernau
- Magog